# دان مالون
دان مالون (بالإنجليزية: Dan Malone)‏ هو صحفي أمريكي، ولد في 22 يناير 1955.